# 8 uur van Bahrein 2019
De 8 uur van Bahrein 2019 was de vierde race van het FIA World Endurance Championship-seizoen 2019-2020. De race werd verreden op 14 december 2019 op het Bahrain International Circuit nabij Sakhir, Bahrein.
De race werd gewonnen door de Toyota Gazoo Racing #7 van Mike Conway, Kamui Kobayashi en José María López. De LMP2-klasse werd gewonnen door de United Autosports #22 van Filipe Albuquerque, Philip Hanson en Paul di Resta. De LMGTE Pro-klasse werd gewonnen door de Aston Martin Racing #95 van Marco Sørensen en Nicki Thiim. De LMGTE Am-klasse werd gewonnen door de Team Project 1 #57 van Jeroen Bleekemolen, Ben Keating en Larry ten Voorde.

## Inschrijvingen
Er waren 31 auto's ingeschreven voor de race, bestaande uit vijf in de LMP1-klasse, negen in de LMP2-klasse, zes in de LMGTE Pro-klasse en elf in de LMGTE Am-klasse. In de LMP1-klasse werd Jegor Oroedzjev in de #5 Team LNT vervangen door Charlie Robertson. In de tweede auto van het team, de #6, werd Robertson op zijn beurt door Chris Dyson vervangen.
In de LMP2-klasse was de #26 G-Drive Racing een eenmalige inschrijving. In de LMGTE Am-klasse maakten Will Bamber en Angelo Negro in de #88 Dempsey-Proton Racing plaats voor Khaled Al Qubaisi en Adrien De Leener.

## Kwalificatie
Tijden vetgedrukt betekent de snelste tijd in die klasse.
| Pos. | Klasse    | No. | Team                  | Tijd     | Grid |
| ---- | --------- | --- | --------------------- | -------- | ---- |
| 1    | LMP1      | 1   | Rebellion Racing      | 1:42.979 | 1    |
| 2    | LMP1      | 5   | Team LNT              | 1:43.123 | 2    |
| 3    | LMP1      | 8   | Toyota Gazoo Racing   | 1:43.497 | 3    |
| 4    | LMP1      | 7   | Toyota Gazoo Racing   | 1:43.842 | 4    |
| 5    | LMP1      | 6   | Team LNT              | 1:43.887 | 5    |
| 6    | LMP2      | 22  | United Autosports     | 1:45.357 | 6    |
| 7    | LMP2      | 37  | Jackie Chan DC Racing | 1:45.649 | 7    |
| 8    | LMP2      | 26  | G-Drive Racing        | 1:45.953 | 8    |
| 9    | LMP2      | 38  | Jota Sport            | 1:46.415 | 9    |
| 10   | LMP2      | 42  | Cool Racing           | 1:47.265 | 10   |
| 11   | LMP2      | 33  | High Class Racing     | 1:47.323 | 11   |
| 12   | LMP2      | 36  | Signatech Alpine Elf  | 1:47.725 | 12   |
| 13   | LMP2      | 29  | Racing Team Nederland | 1:48.899 | 13   |
| 14   | LMP2      | 47  | Cetilar Racing        | 1:49.474 | 14   |
| 15   | LMGTE Pro | 91  | Porsche GT Team       | 1:55.485 | 15   |
| 16   | LMGTE Pro | 92  | Porsche GT Team       | 1:55.545 | 16   |
| 17   | LMGTE Pro | 51  | AF Corse              | 1:56.087 | 17   |
| 18   | LMGTE Pro | 71  | AF Corse              | 1:56.318 | 18   |
| 19   | LMGTE Pro | 95  | Aston Martin Racing   | 1:56.389 | 19   |
| 20   | LMGTE Am  | 57  | Team Project 1        | 1:57.602 | 20   |
| 21   | LMGTE Am  | 88  | Dempsey-Proton Racing | 1:57.661 | 21   |
| 22   | LMGTE Am  | 83  | AF Corse              | 1:57.690 | 22   |
| 23   | LMGTE Am  | 56  | Team Project 1        | 1:57.863 | 23   |
| 24   | LMGTE Am  | 86  | Gulf Racing           | 1:57.977 | 24   |
| 25   | LMGTE Am  | 98  | Aston Martin Racing   | 1:58.002 | 25   |
| 26   | LMGTE Am  | 90  | TF Sport              | 1:58.047 | 26   |
| 27   | LMGTE Am  | 62  | Red River Sport       | 1:58.217 | 27   |
| 28   | LMGTE Am  | 70  | MR Racing             | 1:58.635 | 28   |
| 29   | LMGTE Am  | 77  | Dempsey-Proton Racing | 1:59.959 | 29   |
| 30   | LMGTE Pro | 97  | Aston Martin Racing   | 1:56.253 | 30   |
| 31   | LMGTE Am  | 54  | AF Corse              | 1:56.903 | 31   |

## Uitslag
Winnaars in hun klasse zijn vetgedrukt; LMP1 is rood, LMP2 is blauw, LMGTE Pro is groen en LMGTE Am is oranje.
| Pos. | Klasse    | No. | Team                  | Coureurs                                                 | Chassis                       | Banden | Ronden | Tijd/Reden       |
| Pos. | Klasse    | No. | Team                  | Coureurs                                                 | Motor                         | Banden | Ronden | Tijd/Reden       |
| ---- | --------- | --- | --------------------- | -------------------------------------------------------- | ----------------------------- | ------ | ------ | ---------------- |
| 1    | LMP1      | 7   | Toyota Gazoo Racing   | Mike Conway Kamui Kobayashi José María López             | Toyota TS050 Hybrid           | M      | 257    | 8:01:23.599      |
| 1    | LMP1      | 7   | Toyota Gazoo Racing   | Mike Conway Kamui Kobayashi José María López             | Toyota 2.4 L Turbo V6         | M      | 257    | 8:01:23.599      |
| 2    | LMP1      | 8   | Toyota Gazoo Racing   | Sébastien Buemi Brendon Hartley Kazuki Nakajima          | Toyota TS050 Hybrid           | M      | 256    | +1 ronde         |
| 2    | LMP1      | 8   | Toyota Gazoo Racing   | Sébastien Buemi Brendon Hartley Kazuki Nakajima          | Toyota 2.4 L Turbo V6         | M      | 256    | +1 ronde         |
| 3    | LMP1      | 1   | Rebellion Racing      | Gustavo Menezes Norman Nato Bruno Senna                  | Rebellion R13                 | M      | 254    | +3 ronden        |
| 3    | LMP1      | 1   | Rebellion Racing      | Gustavo Menezes Norman Nato Bruno Senna                  | Gibson GL458 4.5 L V8         | M      | 254    | +3 ronden        |
| 4    | LMP2      | 22  | United Autosports     | Filipe Albuquerque Philip Hanson Paul di Resta           | Oreca 07                      | M      | 249    | +8 ronden        |
| 4    | LMP2      | 22  | United Autosports     | Filipe Albuquerque Philip Hanson Paul di Resta           | Gibson GK428 4.2 L V8         | M      | 249    | +8 ronden        |
| 5    | LMP2      | 38  | Jota Sport            | Anthony Davidson António Félix da Costa Roberto González | Oreca 07                      | G      | 249    | +8 ronden        |
| 5    | LMP2      | 38  | Jota Sport            | Anthony Davidson António Félix da Costa Roberto González | Gibson GK428 4.2 L V8         | G      | 249    | +8 ronden        |
| 6    | LMP2      | 37  | Jackie Chan DC Racing | Gabriel Aubry Will Stevens Ho-Pin Tung                   | Oreca 07                      | G      | 248    | +9 ronden        |
| 6    | LMP2      | 37  | Jackie Chan DC Racing | Gabriel Aubry Will Stevens Ho-Pin Tung                   | Gibson GK428 4.2 L V8         | G      | 248    | +9 ronden        |
| 7    | LMP2      | 26  | G-Drive Racing        | Roman Roesinov Job van Uitert Jean-Éric Vergne           | Oreca 07                      | M      | 248    | +9 ronden        |
| 7    | LMP2      | 26  | G-Drive Racing        | Roman Roesinov Job van Uitert Jean-Éric Vergne           | Gibson GK428 4.2 L V8         | M      | 248    | +9 ronden        |
| 8    | LMP2      | 36  | Signatech Alpine Elf  | Thomas Laurent André Negrão Pierre Ragues                | Alpine A470                   | M      | 248    | +9 ronden        |
| 8    | LMP2      | 36  | Signatech Alpine Elf  | Thomas Laurent André Negrão Pierre Ragues                | Gibson GK428 4.2 L V8         | M      | 248    | +9 ronden        |
| 9    | LMP2      | 29  | Racing Team Nederland | Frits van Eerd Giedo van der Garde Nyck de Vries         | Oreca 07                      | M      | 247    | +10 ronden       |
| 9    | LMP2      | 29  | Racing Team Nederland | Frits van Eerd Giedo van der Garde Nyck de Vries         | Gibson GK428 4.2 L V8         | M      | 247    | +10 ronden       |
| 10   | LMP2      | 42  | Cool Racing           | Antonin Borga Alexander Coigny Nicolas Lapierre          | Oreca 07                      | M      | 245    | +12 ronden       |
| 10   | LMP2      | 42  | Cool Racing           | Antonin Borga Alexander Coigny Nicolas Lapierre          | Gibson GK428 4.2 L V8         | M      | 245    | +12 ronden       |
| 11   | LMP2      | 33  | High Class Racing     | Anders Fjordbach Mark Patterson Kenta Yamashita          | Oreca 07                      | G      | 244    | +13 ronden       |
| 11   | LMP2      | 33  | High Class Racing     | Anders Fjordbach Mark Patterson Kenta Yamashita          | Gibson GK428 4.2 L V8         | G      | 244    | +13 ronden       |
| 12   | LMP2      | 47  | Cetliar Racing        | Andrea Belicchi Roberto Lacorte Giorgio Sernagiotto      | Dallara P217                  | M      | 240    | +17 ronden       |
| 12   | LMP2      | 47  | Cetliar Racing        | Andrea Belicchi Roberto Lacorte Giorgio Sernagiotto      | Gibson GK428 4.2 L V8         | M      | 240    | +17 ronden       |
| 13   | LMGTE Pro | 95  | Aston Martin Racing   | Marco Sørensen Nicki Thiim                               | Aston Martin Vantage AMR      | M      | 235    | +22 ronden       |
| 13   | LMGTE Pro | 95  | Aston Martin Racing   | Marco Sørensen Nicki Thiim                               | Aston Martin 4.0 L Turbo V8   | M      | 235    | +22 ronden       |
| 14   | LMGTE Pro | 71  | AF Corse              | Miguel Molina Davide Rigon                               | Ferrari 488 GTE Evo           | M      | 235    | +22 ronden       |
| 14   | LMGTE Pro | 71  | AF Corse              | Miguel Molina Davide Rigon                               | Ferrari F154CB 4.0 L Turbo V8 | M      | 235    | +22 ronden       |
| 15   | LMGTE Pro | 97  | Aston Martin Racing   | Alex Lynn Maxime Martin                                  | Aston Martin Vantage AMR      | G      | 235    | +22 ronden       |
| 15   | LMGTE Pro | 97  | Aston Martin Racing   | Alex Lynn Maxime Martin                                  | Aston Martin 4.0 L Turbo V8   | G      | 235    | +22 ronden       |
| 16   | LMGTE Pro | 51  | AF Corse              | James Calado Alessandro Pier Guidi                       | Ferrari 488 GTE Evo           | M      | 235    | +22 ronden       |
| 16   | LMGTE Pro | 51  | AF Corse              | James Calado Alessandro Pier Guidi                       | Ferrari F154CB 4.0 L Turbo V8 | M      | 235    | +22 ronden       |
| 17   | LMGTE Pro | 91  | Porsche GT Team       | Gianmaria Bruni Richard Lietz                            | Porsche 911 RSR-19            | M      | 233    | +24 ronden       |
| 17   | LMGTE Pro | 91  | Porsche GT Team       | Gianmaria Bruni Richard Lietz                            | Porsche 4.2 L Flat-6          | M      | 233    | +24 ronden       |
| 18   | LMGTE Am  | 57  | Team Project 1        | Jeroen Bleekemolen Ben Keating Larry ten Voorde          | Porsche 911 RSR               | M      | 233    | +24 ronden       |
| 18   | LMGTE Am  | 57  | Team Project 1        | Jeroen Bleekemolen Ben Keating Larry ten Voorde          | Porsche 4.0 L Flat-6          | M      | 233    | +24 ronden       |
| 19   | LMGTE Pro | 92  | Porsche GT Team       | Michael Christensen Kévin Estre                          | Porsche 911 RSR-19            | M      | 233    | +24 ronden       |
| 19   | LMGTE Pro | 92  | Porsche GT Team       | Michael Christensen Kévin Estre                          | Porsche 4.2 L Flat-6          | M      | 233    | +24 ronden       |
| 20   | LMGTE Am  | 98  | Aston Martin Racing   | Paul Dalla Lana Ross Gunn Darren Turner                  | Aston Martin Vantage AMR      | G      | 233    | +24 ronden       |
| 20   | LMGTE Am  | 98  | Aston Martin Racing   | Paul Dalla Lana Ross Gunn Darren Turner                  | Aston Martin 4.0 L Turbo V8   | G      | 233    | +24 ronden       |
| 21   | LMGTE Am  | 86  | Gulf Racing           | Ben Barker Michael Wainwright Andrew Watson              | Porsche 911 RSR               | M      | 233    | +24 ronden       |
| 21   | LMGTE Am  | 86  | Gulf Racing           | Ben Barker Michael Wainwright Andrew Watson              | Porsche 4.0 L Flat-6          | M      | 233    | +24 ronden       |
| 22   | LMGTE Am  | 83  | AF Corse              | Emmanuel Collard Nicklas Nielsen François Perrodo        | Ferrari 488 GTE Evo           | M      | 232    | +25 ronden       |
| 22   | LMGTE Am  | 83  | AF Corse              | Emmanuel Collard Nicklas Nielsen François Perrodo        | Ferrari F154CB 4.0 L Turbo V8 | M      | 232    | +25 ronden       |
| 23   | LMGTE Am  | 54  | AF Corse              | Francesco Castellacci Giancarlo Fisichella Thomas Flohr  | Ferrari 488 GTE Evo           | M      | 232    | +25 ronden       |
| 23   | LMGTE Am  | 54  | AF Corse              | Francesco Castellacci Giancarlo Fisichella Thomas Flohr  | Ferrari F154CB 4.0 L Turbo V8 | M      | 232    | +25 ronden       |
| 24   | LMGTE Am  | 77  | Dempsey-Proton Racing | Matt Campbell Riccardo Pera Christian Ried               | Porsche 911 RSR               | M      | 231    | +26 ronden       |
| 24   | LMGTE Am  | 77  | Dempsey-Proton Racing | Matt Campbell Riccardo Pera Christian Ried               | Porsche 4.0 L Flat-6          | M      | 231    | +26 ronden       |
| 25   | LMGTE Am  | 70  | MR Racing             | Olivier Beretta Kei Cozzolino Motoaki Ishikawa           | Ferrari 488 GTE Evo           | M      | 230    | +27 ronden       |
| 25   | LMGTE Am  | 70  | MR Racing             | Olivier Beretta Kei Cozzolino Motoaki Ishikawa           | Ferrari F154CB 4.0 L Turbo V8 | M      | 230    | +27 ronden       |
| 26   | LMGTE Am  | 62  | Red River Sport       | Bonamy Grimes Charles Hollings Johnny Mowlem             | Ferrari 488 GTE Evo           | M      | 229    | +28 ronden       |
| 26   | LMGTE Am  | 62  | Red River Sport       | Bonamy Grimes Charles Hollings Johnny Mowlem             | Ferrari F154CB 4.0 L Turbo V8 | M      | 229    | +28 ronden       |
| 27   | LMGTE Am  | 56  | Team Project 1        | Matteo Cairoli David Heinemeier Hansson Egidio Perfetti  | Porsche 911 RSR               | M      | 214    | +43 ronden       |
| 27   | LMGTE Am  | 56  | Team Project 1        | Matteo Cairoli David Heinemeier Hansson Egidio Perfetti  | Porsche 4.0 L Flat-6          | M      | 214    | +43 ronden       |
| DNF  | LMP1      | 6   | Team LNT              | Chris Dyson Michael Simpson Guy Smith                    | Ginetta G60-LT-P1             | M      | 195    | Mechanisch       |
| DNF  | LMP1      | 6   | Team LNT              | Chris Dyson Michael Simpson Guy Smith                    | AER P60C 2.4 L Turbo V6       | M      | 195    | Mechanisch       |
| DNF  | LMGTE Am  | 90  | TF Sport              | Jonathan Adam Charlie Eastwood Salih Yoluç               | Aston Martin Vantage AMR      | M      | 178    | Brandstof        |
| DNF  | LMGTE Am  | 90  | TF Sport              | Jonathan Adam Charlie Eastwood Salih Yoluç               | Aston Martin 4.0 L Turbo V8   | M      | 178    | Brandstof        |
| DNF  | LMP1      | 5   | Team LNT              | Ben Hanley Jordan King Charlie Robertson                 | Ginetta G60-LT-P1             | M      | 143    | Mechanisch       |
| DNF  | LMP1      | 5   | Team LNT              | Ben Hanley Jordan King Charlie Robertson                 | AER P60C 2.4 L Turbo V6       | M      | 143    | Mechanisch       |
| DNF  | LMGTE Am  | 88  | Dempsey-Proton Racing | Adrien De Leener Thomas Preining Khaled Al Qubaisi       | Porsche 911 RSR               | M      | 109    | Niet geklasseerd |
| DNF  | LMGTE Am  | 88  | Dempsey-Proton Racing | Adrien De Leener Thomas Preining Khaled Al Qubaisi       | Porsche 4.0 L Flat-6          | M      | 109    | Niet geklasseerd |

## Tussenstanden na wedstrijd
LMP (coureurs)
| Pos | Coureur                                         | Punten |
| --- | ----------------------------------------------- | ------ |
| 1   | Mike Conway Kamui Kobayashi José María López    | 97     |
| 2   | Sébastien Buemi Brendon Hartley Kazuki Nakajima | 89     |
| 3   | Gustavo Menezes Norman Nato Bruno Senna         | 67     |
| 4   | Gabriel Aubry Will Stevens Ho-Pin Tung          | 34     |
| 5   | Filipe Albuquerque Philip Hanson                | 30     |

LMP1 (teams)
| Pos | Team                | Punten |
| --- | ------------------- | ------ |
| 1   | Toyota Gazoo Racing | 108    |
| 2   | Rebellion Racing    | 67     |
| 3   | Team LNT            | 29     |

GTE (coureurs)
| Pos | Coureur                         | Punten |
| --- | ------------------------------- | ------ |
| 1   | Marco Sørensen Nicki Thiim      | 85     |
| 2   | Michael Christensen Kévin Estre | 71     |
| 3   | Gianmaria Bruni Richard Lietz   | 68     |
| 4   | Alex Lynn Maxime Martin         | 68     |
| 5   | Miguel Molina Davide Rigon      | 47     |

GTE (constructeurs)
| Pos | Constructeur | Punten |
| --- | ------------ | ------ |
| 1   | Aston Martin | 153    |
| 2   | Porsche      | 142    |
| 3   | Ferrari      | 100    |

LMP2 (coureurs)
| Pos | Coureur                                   | Punten |
| --- | ----------------------------------------- | ------ |
| 1   | Gabriel Aubry Will Stevens Ho-Pin Tung    | 72     |
| 2   | Filipe Albuquerque Philip Hanson          | 69     |
| 3   | Frits van Eerd Giedo van der Garde        | 66     |
| 4   | António Félix da Costa Roberto González   | 62     |
| 5   | Thomas Laurent André Negrão Pierre Ragues | 56     |

LMP2 (teams)
| Pos | Nr | Team                  | Punten |
| --- | -- | --------------------- | ------ |
| 1   | 37 | Jackie Chan DC Racing | 72     |
| 2   | 22 | United Autosports     | 69     |
| 3   | 29 | Racing Team Nederland | 66     |
| 4   | 38 | Jota Sport            | 62     |
| 5   | 36 | Signatech Alpine Elf  | 56     |

GTE Am (coureurs)
| Pos | Coureur                                           | Punten |
| --- | ------------------------------------------------- | ------ |
| 1   | Jeroen Bleekemolen Ben Keating                    | 73     |
| 2   | Emmanuel Collard Nicklas Nielsen François Perrodo | 73     |
| 3   | Paul Dalla Lana Ross Gunn Darren Turner           | 60,5   |
| 4   | Jonathan Adam Charlie Eastwood Salih Yoluç        | 58     |
| 5   | Larry ten Voorde                                  | 57     |

GTE Am (teams)
| Pos | Nr | Team                | Punten |
| --- | -- | ------------------- | ------ |
| 1   | 57 | Team Project 1      | 73     |
| 2   | 83 | AF Corse            | 73     |
| 3   | 98 | Aston Martin Racing | 60,5   |
| 4   | 90 | TF Sport            | 58     |
| 5   | 70 | MR Racing           | 42     |